# Belʹkovitx (cràter)
Belʹkovitx és un gran cràter d'impacte lunar amb forma de plana emmurallada. La formació ha estat fortament erosionada per una història d'impactes posteriors, suavitzant i arrodonint el seu perfil. Belʹkovitx s'hi troba situat en l'extremitat nord-est de la Lluna i, per tant, la seva visibilitat està subjecta a efectes libració. Des de la Terra aquest cràter s'hi veu de costat, per la qual cosa és difícil apreciar els seus detalls.
|  |  |

Belʹkovitx envaeix la part nord-est de la Mare Humboldtianum, composta de pujols en les proximitats del cràter, amb una superfície irregular que cobreix gran part de la meitat nord de la mare. El cràter Hayn més recent ocupa part de la vora nord-oest de Belʹkovitx, i el cràter satèl·lit Belʹkovitx K se situa a través de l'extrem nord-est. En el sud, el cràter inundat de lava Belʹkovitx A intercepta la riba sud, i la seva vora occidental està coberta així mateix pel petit cràter en forma de bol Belʹkovitx B.
A part de les formacions de cràters que es creuen, la vora exterior de Belʹkovitx s'ha degradat i deformat, fins a convertir-se en una gamma més o menys circular de muntanyes i pujols. Les parts nord i nord-est del sòl del cràter i la vora són superfícies irregulars formades per molts petits monticles. El quadrant sud-est de l'interior és gairebé tan irregular com la zona anterior, i conté una sèrie de petits cràters. Només en la part occidental de la planta la superfície és relativament plana. Des d'aquí una prima esquerda s'estén cap a l'est-sud-est abans de voltar cap al sud-est.

## Cràters satèl·lit
Per convenció aquests elements són identificats en els mapes lunars posant la lletra en el costat del punt central del cràter que està més prop de Belʹkovitx.
|            | \| Belʹkovitx \| Coordenades \| Diàmetre \| \| ---------- \| ------------------------------------ \| -------- \| \| A \| 58° 42′ N, 86° 00′ E / 58.7°N,86.0°E \| 58 km \| \| B \| 58° 54′ N, 85° 00′ E / 58.9°N,85.0°E \| 13 km \| \| K \| 63° 48′ N, 93° 36′ E / 63.8°N,93.6°E \| 47 km \| |          |
| Belʹkovitx | Coordenades | Diàmetre |
| A          | 58° 42′ N, 86° 00′ E / 58.7°N,86.0°E | 58 km    |
| B          | 58° 54′ N, 85° 00′ E / 58.9°N,85.0°E | 13 km    |
| K          | 63° 48′ N, 93° 36′ E / 63.8°N,93.6°E | 47 km    |